# Schlacht bei Rain am Lech
Frankfurt – Magdeburg – Werben – Breitenfeld – Bamberg – Rain – Wiesloch – Alte Veste – Lützen – Hessisch Oldendorf – Steinau – Liegnitz – Regensburg – Nördlingen
Die Schlacht bei Rain am Lech vom 14./15. April 1632 war eine bedeutende Schlacht des Dreißigjährigen Krieges bei Rain. Der Sieg der Schweden gegen das Heer der Katholischen Liga ermöglichte dem schwedischen König Gustav II. Adolf den Marsch durch das Kurfürstentum Bayern und die Besetzung von München.

## Vorgeschichte
Nach dem großen Sieg des schwedischen Heeres unter König Gustav Adolf über das Heer der Katholischen Liga in der Schlacht bei Breitenfeld im September 1631 waren die Schweden über Thüringen an den Main vorgerückt und hatten auf dem Weg Erfurt unter Kontrolle gebracht und die Festung Marienberg in Würzburg im Sturm genommen. Anfang 1632 unterstellte sich Nürnberg freiwillig der schwedischen Herrschaft. Nach dem Winterquartier begann das Heer Gustav Adolfs auf Bayern vorzurücken und nahm Donauwörth ein. Im April 1632 planten die Schweden, den Lech zu überqueren, in Bayern einzudringen und dort Ingolstadt, Landshut und München zu bedrohen oder die von bayerischen Truppen ebenfalls bedrohte freie, protestantische Reichsstadt Regensburg zu entsetzen. Generalleutnant Graf von Tilly wollte diese bedrohlichen Pläne verhindern und entschloss sich dazu, das schwedische Heer mit dem stark geschwächten und unterlegenen Ligaheer, in dem das bayerische Heer eine wichtige Rolle spielte, am Flussübergang über den Lech bei Rain hindern.

## Schlachtverlauf

Darstellung der Schlacht von Matthäus Merian

Nach zwei Tagen Dauerfeuer auf beiden Seiten des Flusses gelang den Schweden der Übergang über den Lech unerwartet weiter südlich, worauf Tilly zu spät reagierte / reagieren konnte. Bei den folgenden Kampfhandlungen wurde Tilly von einer Kugel eines Doppelhakens in den rechten Oberschenkel getroffen, die den Oberschenkel völlig zertrümmerte. Auch sein Stellvertreter Johann von Aldringen wurde im Verlauf der Schlacht verletzt und war nicht mehr einsatzfähig. Der bayerische Kurfürst Maximilian I. befahl den Rückzug des geschlagenen Heeres in die Festung Ingolstadt. Der Rückzug glich mehr einer Flucht und der gesamte Tross und fast alle Geschütze gingen verloren.

## Folgen
Graf von Tilly erlag in Ingolstadt am 30. April 1632 seiner Verletzung. Gustav Adolf zog zunächst ebenfalls nach Ingolstadt, vermied dann aber die Eroberung der stark befestigten Stadt und verfolgte auch nicht die flüchtenden bayerischen Truppen, die von Kurfürst Maximilian nach Regensburg geschickt wurden, um dort Quartiere zu finden und zugleich die Reichsstadt zu besetzen. Gustav Adolf zog stattdessen weiter nach München, das er Mitte Mai erreichte, ohne Gegenwehr besetzte und dort auch ein hohes Lösegeld eintreiben konnte.